# پل فروملت

پل فروملت در سال ۱۹۸۰

پل فروملت (انگلیسی: Paul Frommelt؛ زادهٔ ۹ اوت ۱۹۵۷) اسکی‌باز آلپاین اهل لیختن‌اشتاین است.